# Xinó Neró
Xinó Neró (Ksino Nero) är en ort i Grekland.   Den ligger i prefekturen Nomós Florínis och regionen Västra Makedonien, i den norra delen av landet, 300 km nordväst om huvudstaden Aten. Xinó Neró ligger 647 meter över havet och antalet invånare är 1 081.
Terrängen runt Xinó Neró är kuperad åt nordväst, men åt sydost är den platt. Runt Xinó Neró är det ganska glesbefolkat, med 32 invånare per kvadratkilometer. Närmaste större samhälle är Amýntaio, 4,8 km öster om Xinó Neró. Trakten runt Xinó Neró består till största delen av jordbruksmark.